# 1863 in Italia

## Avvenimenti
- 31 gennaio: inaugurazione della ferrovia da Roma a Napoli [1].
- 24 marzo: Marco Minghetti diventa presidente del Consiglio in Italia. Capo della destra, risolve con il governo francese la questione romana. La Francia si impegna a richiamare le sue truppe entro due anni a condizione che l'Italia sposti la sua capitale a Firenze. La decisione è molto mal accolta a Torino dove provoca rivolte. La lotta contro il "bandaggio" continua a imperversare nel Sud [2].
- 15 agosto: promulgazione della Legge Pica per la repressione del brigantaggio nel Mezzogiorno [3].
- 10 settembre: il brigante Nicola Napolitano viene fucilato a Nola [4].
- 29 novembre: fondazione del Politecnico di Milano (Scuola Politecnica di Milano) su iniziativa del professor Francesco Brioschi [5].
- Alessandro Martini, Teofilo Sola e Luigi Rossi fondano un'azienda di produzione di vermouth a Torino, la società Martini & Rossi[6].

## Nascite nel 1863
- 30 settembre: Giovanni Battista Carpanetto, pittore e disegnatore di manifesti pubblicitari. († 26 luglio 1928)

## Morti nel 1863
- 4 febbraio: Giuseppe Lillo, 48 anni, compositore d'opera, le cui opere sono state rappresentate nei più grandi teatri italiani di Venezia, Milano e Firenze. (° 26 febbraio 1814)
- 21 febbraio: Enrico Marconi, 71 anni, architetto italo-polacco che ha trascorso la maggior parte della sua vita nel regno del Congresso. (° 7 gennaio 1792)
- Maggio: Filippo Colini, 51 anni, cantante d'opera (baritono), creatore di diversi ruoli nelle opere di Giuseppe Verdi. (° 21 ottobre 1811)
- 12 giugno: Pietro Alfieri, 61 anni, sacerdote cattolico, monaco camaldule, musicologo e insegnante di canto, noto per i suoi lavori in musicologia, autore in particolare della Raccolta di Musica Sacra in sette volumi, che riunisce la musica sacra del XVI secolo. (° 29 giugno 1801)
- 20 giugno: Luigi Felice Rossi, 57 anni, compositore, insegnante di musica, musicologo e teorico della musica, noto per le sue composizioni di musica sacra. (° 27 luglio 1805)
- 24 luglio: Padre Davide da Bergamo, 72 anni, organista e compositore. (° 21 gennaio 1791)
- 21 dicembre: Giuseppe Gioachino Belli, 72 anni, poeta, autore di oltre 2.200 sonetti. (° 7 settembre 1791)
- Carlo Ruspi, 65 anni, pittore, specializzato nel restauro e nella copia di affreschi etruschi. (° 1798)

## Calendario
| Calendario 1863 | Calendario 1863 | Calendario 1863 | Calendario 1863 | Calendario 1863 | Calendario 1863 | Calendario 1863 | Calendario 1863 | Calendario 1863 | Calendario 1863 | Calendario 1863 | Calendario 1863 | Calendario 1863 | Calendario 1863 | Calendario 1863 | Calendario 1863 | Calendario 1863 | Calendario 1863 | Calendario 1863 | Calendario 1863 | Calendario 1863 | Calendario 1863 | Calendario 1863 | Calendario 1863 | Calendario 1863 | Calendario 1863 | Calendario 1863 | Calendario 1863 | Calendario 1863 | Calendario 1863 | Calendario 1863 | Calendario 1863 | Calendario 1863 |
| --------------- | --------------- | --------------- | --------------- | --------------- | --------------- | --------------- | --------------- | --------------- | --------------- | --------------- | --------------- | --------------- | --------------- | --------------- | --------------- | --------------- | --------------- | --------------- | --------------- | --------------- | --------------- | --------------- | --------------- | --------------- | --------------- | --------------- | --------------- | --------------- | --------------- | --------------- | --------------- | --------------- |
|                 | 1               | 2               | 3               | 4               | 5               | 6               | 7               | 8               | 9               | 10              | 11              | 12              | 13              | 14              | 15              | 16              | 17              | 18              | 19              | 20              | 21              | 22              | 23              | 24              | 25              | 26              | 27              | 28              | 29              | 30              | 31              |                 |
| Gennaio         | Gi              | Ve              | Sa              | Do              | Lu              | Ma              | Me              | Gi              | Ve              | Sa              | Do              | Lu              | Ma              | Me              | Gi              | Ve              | Sa              | Do              | Lu              | Ma              | Me              | Gi              | Ve              | Sa              | Do              | Lu              | Ma              | Me              | Gi              | Ve              | Sa              |                 |
| Febbraio        | Do              | Lu              | Ma              | Me              | Gi              | Ve              | Sa              | Do              | Lu              | Ma              | Me              | Gi              | Ve              | Sa              | Do              | Lu              | Ma              | Me              | Gi              | Ve              | Sa              | Do              | Lu              | Ma              | Me              | Gi              | Ve              | Sa              |                 |                 |                 |                 |
| Marzo           | Do              | Lu              | Ma              | Me              | Gi              | Ve              | Sa              | Do              | Lu              | Ma              | Me              | Gi              | Ve              | Sa              | Do              | Lu              | Ma              | Me              | Gi              | Ve              | Sa              | Do              | Lu              | Ma              | Me              | Gi              | Ve              | Sa              | Do              | Lu              | Ma              |                 |
| Aprile          | Me              | Gi              | Ve              | Sa              | Do              | Lu              | Ma              | Me              | Gi              | Ve              | Sa              | Do              | Lu              | Ma              | Me              | Gi              | Ve              | Sa              | Do              | Lu              | Ma              | Me              | Gi              | Ve              | Sa              | Do              | Lu              | Ma              | Me              | Gi              |                 |                 |
| Maggio          | Ve              | Sa              | Do              | Lu              | Ma              | Me              | Gi              | Ve              | Sa              | Do              | Lu              | Ma              | Me              | Gi              | Ve              | Sa              | Do              | Lu              | Ma              | Me              | Gi              | Ve              | Sa              | Do              | Lu              | Ma              | Me              | Gi              | Ve              | Sa              | Do              |                 |
| Giugno          | Lu              | Ma              | Me              | Gi              | Ve              | Sa              | Do              | Lu              | Ma              | Me              | Gi              | Ve              | Sa              | Do              | Lu              | Ma              | Me              | Gi              | Ve              | Sa              | Do              | Lu              | Ma              | Me              | Gi              | Ve              | Sa              | Do              | Lu              | Ma              |                 |                 |
| Luglio          | Me              | Gi              | Ve              | Sa              | Do              | Lu              | Ma              | Me              | Gi              | Ve              | Sa              | Do              | Lu              | Ma              | Me              | Gi              | Ve              | Sa              | Do              | Lu              | Ma              | Me              | Gi              | Ve              | Sa              | Do              | Lu              | Ma              | Me              | Gi              | Ve              |                 |
| Agosto          | Sa              | Do              | Lu              | Ma              | Me              | Gi              | Ve              | Sa              | Do              | Lu              | Ma              | Me              | Gi              | Ve              | Sa              | Do              | Lu              | Ma              | Me              | Gi              | Ve              | Sa              | Do              | Lu              | Ma              | Me              | Gi              | Ve              | Sa              | Do              | Lu              |                 |
| Settembre       | Ma              | Me              | Gi              | Ve              | Sa              | Do              | Lu              | Ma              | Me              | Gi              | Ve              | Sa              | Do              | Lu              | Ma              | Me              | Gi              | Ve              | Sa              | Do              | Lu              | Ma              | Me              | Gi              | Ve              | Sa              | Do              | Lu              | Ma              | Me              |                 |                 |
| Ottobre         | Gi              | Ve              | Sa              | Do              | Lu              | Ma              | Me              | Gi              | Ve              | Sa              | Do              | Lu              | Ma              | Me              | Gi              | Ve              | Sa              | Do              | Lu              | Ma              | Me              | Gi              | Ve              | Sa              | Do              | Lu              | Ma              | Me              | Gi              | Ve              | Sa              |                 |
| Novembre        | Do              | Lu              | Ma              | Me              | Gi              | Ve              | Sa              | Do              | Lu              | Ma              | Me              | Gi              | Ve              | Sa              | Do              | Lu              | Ma              | Me              | Gi              | Ve              | Sa              | Do              | Lu              | Ma              | Me              | Gi              | Ve              | Sa              | Do              | Lu              |                 |                 |
| Dicembre        | Ma              | Me              | Gi              | Ve              | Sa              | Do              | Lu              | Ma              | Me              | Gi              | Ve              | Sa              | Do              | Lu              | Ma              | Me              | Gi              | Ve              | Sa              | Do              | Lu              | Ma              | Me              | Gi              | Ve              | Sa              | Do              | Lu              | Ma              | Me              | Gi              |                 |